# Kościół Narodzenia Najświętszej Maryi Panny w Psarach
Kościół Narodzenia Najświętszej Maryi Panny – rzymskokatolicki kościół filialny w Psarach, powiat oławski, województwo dolnośląskie. Świątynia należy do parafii św. Jakuba Apostoła w Małujowicach w dekanacie Brzeg południe, archidiecezji wrocławskiej. Dnia 20 października 1964 roku, pod numerem A/1294/1160 kościół został wpisany do rejestru zabytków województwa dolnośląskiego.

## Historia kościoła
Kościół w stylu klasyczystycznym, wybudowany został w latach 1695–1713.